# Slapnik, Brda
Slapnik je gručasto naselje vaškega tipa brez stalnih prebivalcev v Občini Brda.
Opustela vasica se nahaja na gozdni krčevini na jugozahodnem pobočju Korade (812 m), južno od izvira potočka Kožbanjčka. Naselje obdajajo zaraščujoči se nekdanji travniki in pašniki.

## Opis
V 18. in 19. stoletju je bila to premožna vas, o čemer pričajo velike in bogato oblikovane domačije z značilno briško arhitekturo. Po drugi svetovni vojni pa se je začelo izseljevanje prebivalcev v večja mesta na Goriškem in Slovenski Istri, tako da je naselje že več desetletij opuščeno.
Spomladi 2019 je sicer obstajala možnost in pobuda, da bi Slapnik postal prizorišče snemanja resničnostne serije britanske televizijske hiše BBC, v sklopu katere naj bi izbrani pari iz različnih evropskih držav obnavljali hiše in vas kot celoto, ter da bi kasneje Slapnik Občina Brda revitalizirala z ureditvijo razpršenega hotela, vendar do realizacije projekta iz različnih vzrokov ni prišlo.